# Ивичеста острогърба гърбиля
Ивичестите острогърби гърбили (Equetus lanceolatus) са вид актиноптери от семейство Минокопови (Sciaenidae).Срещат се в Бразилия. 
Те са незастрашен вид.
Таксонът е описан за пръв път от Карл Линей през 1758 година.